# Vorona, Botoșani
Vorona este satul de reședință al comunei cu același nume din județul Botoșani, Moldova, România.

## Personalități locale
Cristina (Criss) Veronica Ciobănașu, (născută în 1996, în Vorona) ) actriță de televiziune, cântăreață, dansatoare și poli-instrumentistă română , parte a distribuției serialului de televiziune Pariu cu viața , membră fondatoare a formației românești de dance pop-rock Lala Band 